# هیروتاکا میتا
هیروتاکا میتا (انگلیسی: Hirotaka Mita؛ زادهٔ ۱۴ سپتامبر ۱۹۹۰) بازیکن فوتبال اهل ژاپن است.
از باشگاه‌هایی که در آن بازی کرده‌است می‌توان به باشگاه فوتبال توکیو اشاره کرد.